# Équipe de Macao de hockey sur glace
L'équipe de Macao de hockey sur glace est la sélection de la région administrative spéciale de Macao de la république populaire de Chine regroupant les meilleurs joueurs macanais de hockey sur glace. L'équipe est sous la tutelle de la Fédération de Macao des sports sur glace et n'est pas classée au classement IIHF en 2018.

## Historique
En 2005, Macao rejoint la Fédération internationale de hockey sur glace bien que l’équipe de Macao ait disputé un match amical contre Hong Kong le 8 janvier 2003.
Au niveau international, Macao ne compte qu’une seule victoire (8 à 0) contre l’Inde le 20 mars 2009 lors du Challenge d'Asie de hockey sur glace.
L’équipe nationale macanaise participe à cette compétition depuis 2008 et son meilleur résultat est une sixième place acquise cette même année.
En 2007, Macao a participé aux Jeux asiatiques d'hiver, elle s’y classa 11e.

## Résultats

### Jeux olympiques
- 1920-2022 - Ne participe pas

### Championnats du monde
- 1920-2023 - Ne participe pas

### Jeux asiatiques d'hiver
- 1986-2003 - Ne participe pas
- 2007 - 11e place
- 2011 - 3e de Division I
- 2017 - 4e de Division II

### Challenge d'Asie
- 2008 - 6e place
- 2009 - 7e place
- 2010 - 8e place
- 2011 - 5e place
- 2012 - 7e place
- 2013 - Quart de finaliste
- 2014 - 1er de la Division I
- 2015 - 5e place
- 2016 - 3e de Division I
- 2017 - 4e de Division I
- 2018 - 3e de Division I

### Bilan des matchs internationaux
Au 4 avril 2010
| Équipe              | PJ | V | N | D | BP | BC | +/-  |
| ------------------- | -- | - | - | - | -- | -- | ---- |
| Hong Kong           | 8  | 0 | 1 | 7 | 10 | 71 | - 60 |
| Taipei chinois      | 1  | 0 | 0 | 1 | 0  | 9  | - 9  |
| Singapour           | 3  | 0 | 1 | 2 | 7  | 13 | - 6  |
| Inde                | 1  | 1 | 0 | 0 | 8  | 0  | + 8  |
| Koweït              | 3  | 0 | 1 | 2 | 4  | 19 | - 15 |
| Malaisie            | 2  | 0 | 0 | 2 | 11 | 1  | - 10 |
| Émirats arabes unis | 1  | 0 | 0 | 1 | 0  | 7  | - 7  |
| Mongolie            | 1  | 0 | 0 | 1 | 1  | 4  | - 3  |
| Chine               | 1  | 0 | 0 | 1 | 0  | 26 | - 26 |
| Thaïlande           | 3  | 0 | 0 | 3 | 2  | 15 | - 13 |